# 埃勒穆拉特·塔斯穆拉多夫
埃勒穆拉特·塔斯穆拉多夫（1991年12月12日—）是一名乌兹别克斯坦自由式摔跤运动员，5次亚洲冠军、3次世界锦标赛奖牌得主、2016年里约热内卢奥运会铜牌得主。哈薩克族人。